# Odessia microtentaculata
Odessia microtentaculata är en nässeldjursart som beskrevs av Xu, Huang och Chen 1991 . Odessia microtentaculata ingår i släktet Odessia och familjen Moerisiidae. Inga underarter finns listade i Catalogue of Life.